# PNR-direktivet
PNR-direktivet, eller direktiv (EU) 2016/681, är ett europeiskt direktiv som reglerar användningen av passageraruppgiftssamlingar (PNR-uppgifter) för att förebygga, förhindra, upptäcka, utreda och lagföra terroristbrott och grov brottslighet inom Europeiska unionen.
Direktivet ålägger flygbolag att överföra PNR-uppgifter om sina passagerare på flygningar till eller från ett tredjeland till ansvariga brottsbekämpande myndigheter. Varje medlemsstat har möjlighet att välja att direktivet även ska tillämpas på flygningar inom unionen. Syftet med direktivet är att bekämpa terrorism och grov brottslighet.
Direktivet är tillämpligt inom hela Europeiska unionen, utom Danmark, som åtnjuter en särskild undantagsklausul på området med frihet, säkerhet och rättvisa.
I juni 2022 avkunnade EU-domstolen en dom om PNR-direktivets giltighet. Domstolen konstaterade att direktivet förvisso är giltigt, men att det endast får tillämpas i den mån det är strikt nödvändigt för att bekämpa brottslighet eftersom det annars strider mot Europeiska unionens stadga om de grundläggande rättigheterna. I december 2022 utfärdade Europeiska dataskyddsstyrelsen ett uttalande om konsekvenserna av EU-domstolens dom för medlemsstaternas behandling av PNR-uppgifter och uppmanade medlemsstaterna att omgående anpassa sin behandling av personuppgifter i enlighet med domen.
EU kan även utbyta PNR-uppgifter med tredjeländer, till exempel har unionen avtal med USA, Storbritannien, Australien och Kanada om utbyte av sådana uppgifter.